# Ghiacciaio Zlokuchene
Il ghiacciaio Zlokuchene (in inglese Zlokuchene Glacier) è un ghiacciaio lungo 13 km e largo 3,5, situato sulla costa di Nordenskjöld, nella parte orientale della Terra di Graham, in Antartide. In particolare, il ghiacciaio si trova a nord del ghiacciaio Risimina e a sud del piede del ghiacciaio Drygalski; da qui fluisce verso est a partire dalla sella di Mrahori, scorrendo tra la dorsale Kyustendil e le cime di Lovech, fino ad arrivare alla baia Mundraga, a nord-ovest del nunatak Pedersen.

## Storia
Il ghiacciaio Zlokuchene è stato così battezzato dalla Commissione bulgara per i toponimi antartici in onore dei villaggi di Zlokuchene, nella Bulgaria occidentale e meridionale.  